# Pherotrichis villosa
Pherotrichis villosa là một loài thực vật có hoa trong họ La bố ma. Loài này được (Schult.) Meisn. miêu tả khoa học đầu tiên năm 1840.